# Secretaria General Tècnica del Ministeri d'Afers Exteriors
La Secretaria General Tècnica del Ministeri d'Afers Exteriors, Unió Europea i Cooperació d'Espanya és un òrgan d'aquest ministeri que depèn orgànicament de la Subsecretaria d'Afers Exteriors, Unió Europea i Cooperació.

## Funcions
Les funcions de la Secretaria General Tècnica es regulen en l'article 16 del Reial decret 768/2017:
- La tramitació de les disposicions de caràcter general que promogui el departament i, quan així estigui previst, la seva elaboració; l'emissió dels informes previstos en l'article 26 de la Llei 50/1997, de 27 de novembre; i la tramitació de la publicació de disposicions i actes administratius del Departament en el Butlletí Oficial de l'Estat.
- L'informe dels assumptes que altres Departaments sotmetin al Consell de Ministres i a la Comissió General de Secretaris d'Estat i Subsecretaris, i la tramitació de les propostes pels òrgans del Departament.
- La tramitació, seguiment, custòdia i publicació dels tractats internacionals dels quals Espanya sigui part.
- El seguiment i informe dels acords no normatius que se subscriguin amb entitats estrangeres per la Administració General de l'Estat i els seus organismes públics, així com pels òrgans d'altres Administracions públiques.
- La coordinació i el seguiment del desenvolupament de l'activitat exterior dels Departaments ministerials i organismes públics de l'Administració General de l'Estat, de les restants Administracions públiques i dels òrgans constitucionals.
- L'informe i seguiment dels actes i disposicions de les Comunitats Autònomes que afectin a les competències del Departament, i la tramitació dels convenis de col·laboració que el Departament celebri amb aquelles.
- La tramitació de l'informe preceptiu del Ministeri previst en l'article 5 del Reial decret 37/2008, de 18 de gener, en relació amb la creació d'Agrupacions Europees de Cooperació Territorial, la dels informes relatius als convenis de cooperació transfronterera, i portar el registre de les Agrupacions Europees de Cooperació Territorial que es constitueixin sota la normativa espanyola.
- La tramitació davant els òrgans competents de les sol·licituds de sobrevols i escales d'aeronaus i bucs d'Estat i militars estrangers a Espanya i espanyols a l'estranger, la comunicació de la decisió que aquells adoptin, així com de la tramitació de la renovació dels convenis subscrits en aquesta matèria.
- La tramitació i proposta de resolució dels recursos administratius, de les reclamacions prèvies a la via judicial, civil o laboral, dels procediments de revisió d'ofici i de declaració de lesivitat dels actes administratius del Departament, de les reclamacions de responsabilitat patrimonial derivades del funcionament dels seus serveis, i les relacions amb els òrgans jurisdiccionals.
- L'adreça i coordinació de l'activitat editorial i difusora de les publicacions del Departament.
- La gestió dels serveis de biblioteca i documentació i de l'arxiu general, la coordinació dels restants arxius i biblioteques del Departament, i la conservació del seu patrimoni documental.
- L'exercici de les funcions atribuïdes al Ministeri d'Afers Exteriors, Unió Europea i Cooperació d'Espanya en matèria de traducció al castellà o a altres llengües estrangeres de tractats i convenis internacionals i altres documents de caràcter diplomàtic, consular o administratiu; l'acaro de traduccions dels mateixos; la interpretació en actes en què intervinguin representants dels òrgans superiors de l'Administració de l'Estat, la participació en conferències o comissions internacionals en les quals es negociïn Tractats, Acords i Convenis internacionals; i l'atorgament dels títols de Traductor-Intèrpret Jurat i la gestió del registre d'aquests professionals.

## Estructura
La Secretaria General Tècnica està integrada per les següents unitats amb nivell orgànic de subdirecció general:
- Subsecretaria General Tècnica.
- Divisió de Relacions Institucionals i de Col·laboració amb les Comunitats Autònomes.
- Divisió de Tractats Internacionals i Acords No Normatius.
- Divisió de Recursos i Relacions amb els Tribunals.
- Oficina d'Interpretació de Llengües.

## Secretaris generals tècnics
- José María Muriel Palomini (2017-)[2]
- Beatriz Larrotcha Palma (2016-2017)[3]
- Isabel Vizcaíno Fernández de Casadevante (2014-2016)
- Fabiola Gallego Caballero (2012-2014)
- Rosa Antonia Martínez Frutos (2010-2012)
- Antonio Cosano Pérez (2008-2010)
- Francisco Fernández Fábregas (2004-2008)
- Ignacio Jesús Matellanes Martínez (2004)
- Julio Núñez Montesinos (1996-2004)
- Antonio Bellver Manrique (1993-1996)
- Aurelio Pérez Giralda (1991-1993)
- Francisco Javier Jiménez-Ugarte Hernández (1988-1991)
- José Manuel Paz Agüeras (1985-1988)
- Fernando Perpiñá-Robert Peyra (1983-1985)
- Ramón Villanueva Etcheverría (1982-1983)
- José Antonio de Yturriaga Barberán (1982)
- José Cuenca Anaya (1981-1982)
- Juan Antonio Pérez-Urruti Maura (1977-1981)
- Fernando Arias-Salgado y Montalvo (1976-1977)